# 1975년 텔레비전 애니메이션 목록
다음은 1975년에 방송된 텔레비전 애니메이션이다.

## 일본
| 제목                         | 화수 | 방송 기간 | 채널         | 비고 |
| ---------------------------- | ---- | --------- | ------------ | ---- |
| 기린만물관                   |      | 1975년    | 마이니치방송 |      |
| 플란더스의 개                |      | 1975년    | 후지TV       |      |
| 만화 일본 옛날이야기         |      | 1975년    | 마이니치방송 |      |
| 꿀벌 마야의 모험             |      | 1975년    | 아사히TV     |      |
| 라세누의 별                  |      | 1975년    | 후지TV       |      |
| 용사 라이덴                  |      | 1975년    | NET          |      |
| 돈 차크 이야기               |      | 1975년    | 도쿄12채널   |      |
| 간바의 모험                  |      | 1975년    | 니혼TV       |      |
| 소년 도쿠가와 이에야스       |      | 1975년    | NET          |      |
| 겟타로보G                    |      | 1975년    | 후지TV       |      |
| 우주기사 테카맨              |      | 1975년    | NET          |      |
| 돌고래와 소년                |      | 1975년    | TBS          |      |
| 아라비안나이트 신밧드의 모험 |      | 1975년    | 후지TV       |      |
| 쿠무쿠무                     |      | 1975년    | TBS          |      |
| 타임보칸                     |      | 1975년    | 후지TV       |      |
| UFO 로봇 그랜다이저          |      | 1975년    | 후지TV       |      |
| 강철 지그                    |      | 1975년    | NET          |      |
| 안데스 소년 페페로의 모험    |      | 1975년    | NET          |      |
| 원조천재 바카본              |      | 1975년    | 니혼TV       |      |
| 초원의 소녀 로라             |      | 1975년    | TBS          |      |
| 잇큐상                       |      | 1975년    | NET          |      |

## 참고 문헌
- 야마구치 야스오 (2005). 《일본 애니메이션 역사》. 미술문화. 219쪽.